# 1102.
◄ | 11. stoljeće | 12. stoljeće | 13. stoljeće | ►
◄ | 1070-ih | 1080-ih | 1090-ih | 1100-ih | 1110-ih | 1120-ih | 1130-ih | ►
◄◄ | ◄ | 1099. | 1100. | 1101. | 1102. | 1103. | 1104. | 1105. | ► | ►►
Arhitektura • Astronomija • Knjige • Književnost • Kršćanstvo • Medicina • Pravo • Promet • Znanost

## Događaji
- u Biogradu okrunjen kralj Koloman, čime se Slavonija i Dalmacija pripajaju mađarskoj kruni (personalna unija kraljevina Hrvatske i Ugarske).
- Ordelafo Faliero je izabran za mletačkog dužda.

## Vanjske poveznice
|  | Zajednički poslužitelj ima još gradiva o temi 1102. |